# Alberto Marcos Rey
Alberto Marcos Rey é um zagueiro da Espanha que joga atualmente no Real Valladolid. Nasceu em 15 de fevereiro de 1974 em Camarma de Esteruelas.

## Clubes
- 1993-1995 : Real Madrid -  Espanha
- 1995-presente : Real Valladolid -  Espanha